# Coming Home (пісня Sigurjón's Friends)
«Coming Home» (укр. «Прихід додому») — пісня, з якою ісландський гурт Sigurjón's Friends представляв Ісландію на пісенному конкурсі Євробачення 2011. Композиція отримала 61 бал, і посіла 20 місце .

## Позиції в чартах
| Чарт (2011)             | Найвища позиція |
| ----------------------- | --------------- |
| Icelandic Singles Chart | 1               |